# Rodeo Drive

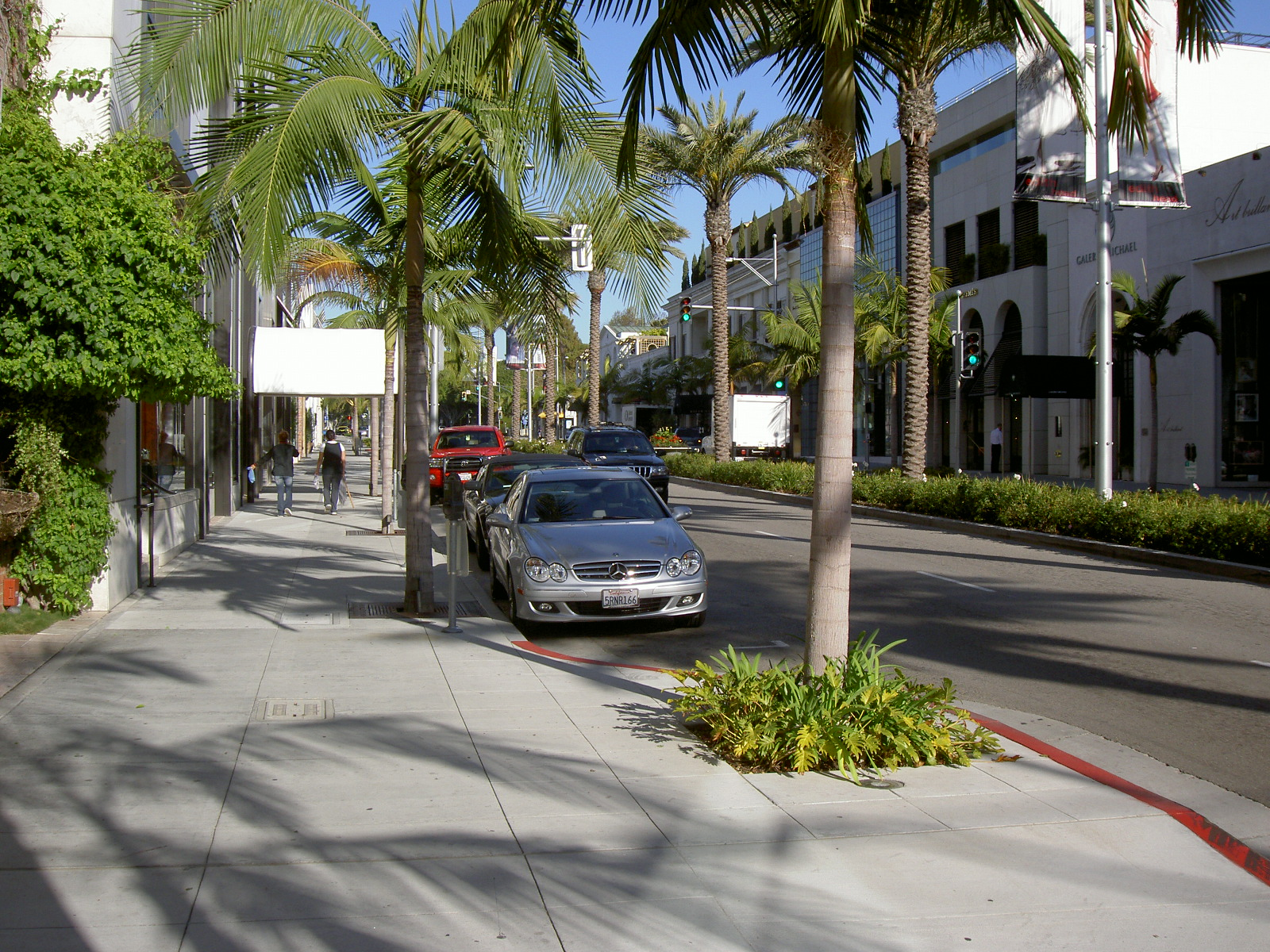
Palmkantade Rodeo Drive i Los Angeles.

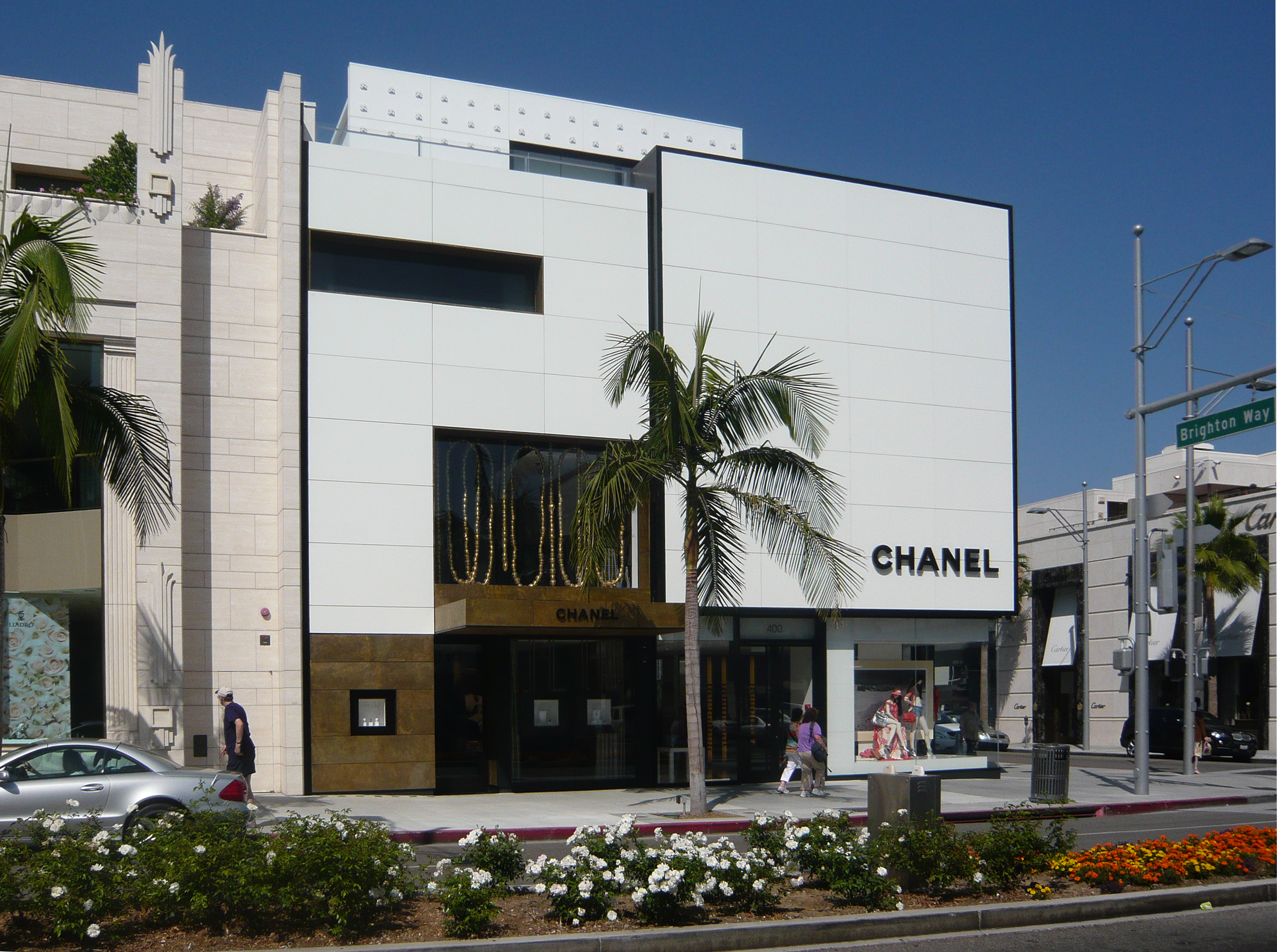
Chanel Rodeo Drive.

Rodeo Drive är en gata i Beverly Hills, Los Angeles, Kalifornien, USA. Den sträcker sig från Beverwil Drive genom Beverly Hills kommersiella centrum upp till Sunset Boulevard. Affärsområdet vid korsningen med Wilshire Boulevard sträcker sig tre kvarter längs en gågata[källa behövs]. Berömt för sina exklusiva affärer, med många av världens finaste och dyraste märken av kläder och smycken representerade. 